# Zwartbandspanner
De zwartbandspanner (Xanthorhoe fluctuata) is een nachtvlinder uit de familie Geometridae (spanners). 

## Kenmerken
De spanwijdte bedraagt tussen de 18 en 25 millimeter. De vlinder heeft meerdere donkere vlekken op het midden van de voorvleugel.

## Leefwijze
De vlinder vliegt in twee generaties van half april tot en met september met minstens twee generaties. De waardplanten zijn onder meer Descurainia sophia, Brassica napus, Raphanus raphanistrum en Erysimum cheiranthoides. 
Overdag rust de zwartbandspanner in struiken; tegen de schemering wordt de vlinder actief.
De rupsen zijn 's nachts actief en eten dan van kool, muurbloem en andere kruisbloemigen.

## Verspreiding
Het verspreidingsgebied beslaat een groot deel van het Palearctisch gebied. In Nederland en België is de vlinder algemeen in stadstuinen en op braakliggend land, ook is hij vaak binnen te vinden.
1. 1 2 3 4  Natuur in de stad (1987), pp. 140.